# الدعيجات (أولاد بوعيش)
الدعيجات هو دُوَّار يقع بجماعة لعمامرة، إقليم آسفي، جهة مراكش آسفي في المملكة المغربية. ينتمي الدوّار لمشيخة أولاد بوعيش التي تضم 11 دوار. يقدر عدد سكانه بـ 665 نسمة حسب الإحصاء الرسمي للسكان والسكنى لسنة 2004.

## روابط خارجية
- البوابة الوطنية للجماعات الترابية
- المندوبية السامية للتخطيط